# Lago Nor
El lago Nor o Norsjø (en noruego: Norsjø) es un lago de Noruega localizado en el suroeste de la península escandinava, con una superficie de 55,48 km², el 17º más extenso del país. Se encuentra en los municipios de Skien, Nome y Sauherad en el condado de Telemark.
El lago pertenece a la cuenca del río Skien y desagua a través del mencionado Skien en el cercano el lago Tinn. Está a 15,3 m sobre el nivel del mar y está regulado para la producción hidroeléctrica en Skotfoss. La mayoría de los ríos de Telemark drenan a través del Norsjø.
El lago Norsjø es parte del canal de Telemark y es también una fuente de agua potable para los municipios de Skien y Nome.